# 夏献宗
夏獻宗李德旺（1181年—1226年），夏神宗之次子。力挽面臨滅亡的西夏，但西夏經過襄宗、神宗兩朝的亡國政策，人民早已生活於水深火熱之困境中，經濟疲弊，他根本沒有回天之力。他一改前朝政策，決心與金國修好，於1225年正式和好；然金都也被蒙古包圍，金國已是自身難保。又改國策附蒙為抗蒙，但西夏精兵早於夏金戰役中消耗殆盡，无力抵抗蒙古军，終於1226年驚憂而死，年46岁，廟號獻宗。